# Giày cao gót

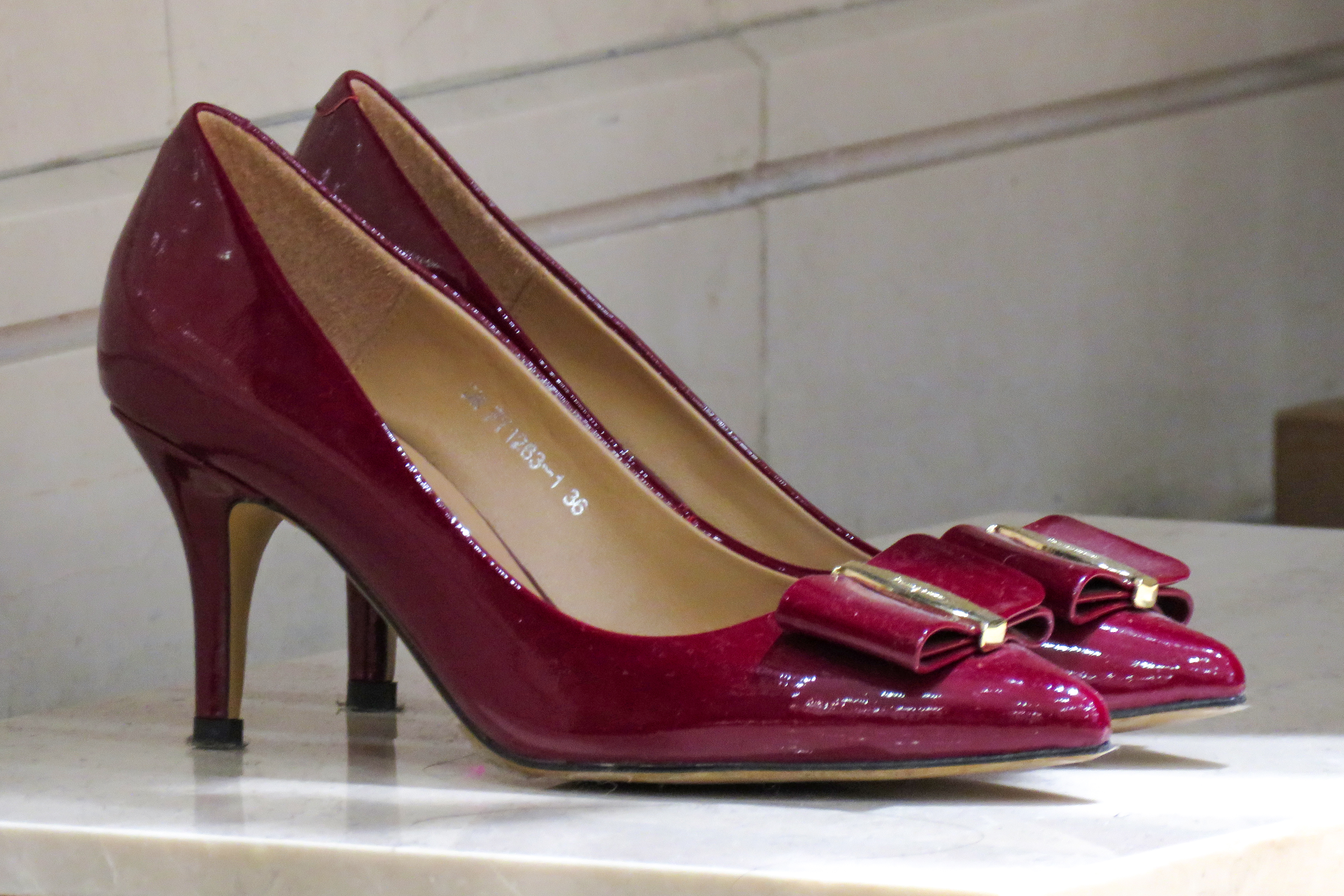
Một đôi giày cao gót.

Giày cao gót là một loại giày có đế có góc hướng lên trên. Gót chân ở những đôi giày như vậy được nâng lên phía trên đầu bàn chân.  Giày cao gót khiến đôi chân trông dài hơn, khiến người mang trông cao hơn, làm nổi bật cơ bắp chân.
Có rất nhiều loại giày cao gót với nhiều màu sắc, chất liệu, kiểu dáng và chiều cao khác nhau.  Giày cao gót đã được sử dụng theo nhiều cách khác nhau để truyền đạt quốc tịch, mối quan hệ nghề nghiệp, giới tính và địa vị xã hội.  Giày cao gót là một phần quan trọng của thời trang trong suốt lịch sử ở phương Tây.
Giày cao gót lan rộng từ nguồn gốc cưỡi ngựa từ galesh của Ba Tư thế kỷ 10 đến việc sử dụng rộng rãi hơn trong thời trang. Ở châu Âu đầu thế kỷ 17, giày cao gót là dấu hiệu của nam tính và địa vị xã hội cao. Đến cuối thế kỷ, xu hướng này bắt đầu lan rộng sang thời trang nữ. Đến thế kỷ 18, giày cao gót đã phân chia theo giới tính.  Vào thời điểm này, giày cao gót dành cho nam giới là những đôi giày vuông chunky gắn với bốt cưỡi ngựa hoặc bốt cao sang trọng, trong khi giày cao gót của phụ nữ hẹp, nhọn và thường được gắn với giày công sở dạng dép (tương tự như giày cao gót hiện đại). Đến thế kỷ 20, giày cao gót với kiểu dáng mảnh mai tượng trưng cho nữ tính. Tuy nhiên, một đôi giày cao gót dày trên bốt hoặc guốc vẫn được xã hội chấp nhận đối với nam giới. Cho đến những năm 1950, gót giày thường được làm bằng gỗ, nhưng trong những năm gần đây, chúng đã được làm từ nhiều loại vật liệu khác nhau bao gồm da thuộc, da lộn và nhựa.
Mang giày cao gót có nguy cơ té ngã cao hơn, đau cơ xương khớp, phát triển các biến dạng bàn chân, và giãn tĩnh mạch.

## Lịch sử

### Trước những năm 1700

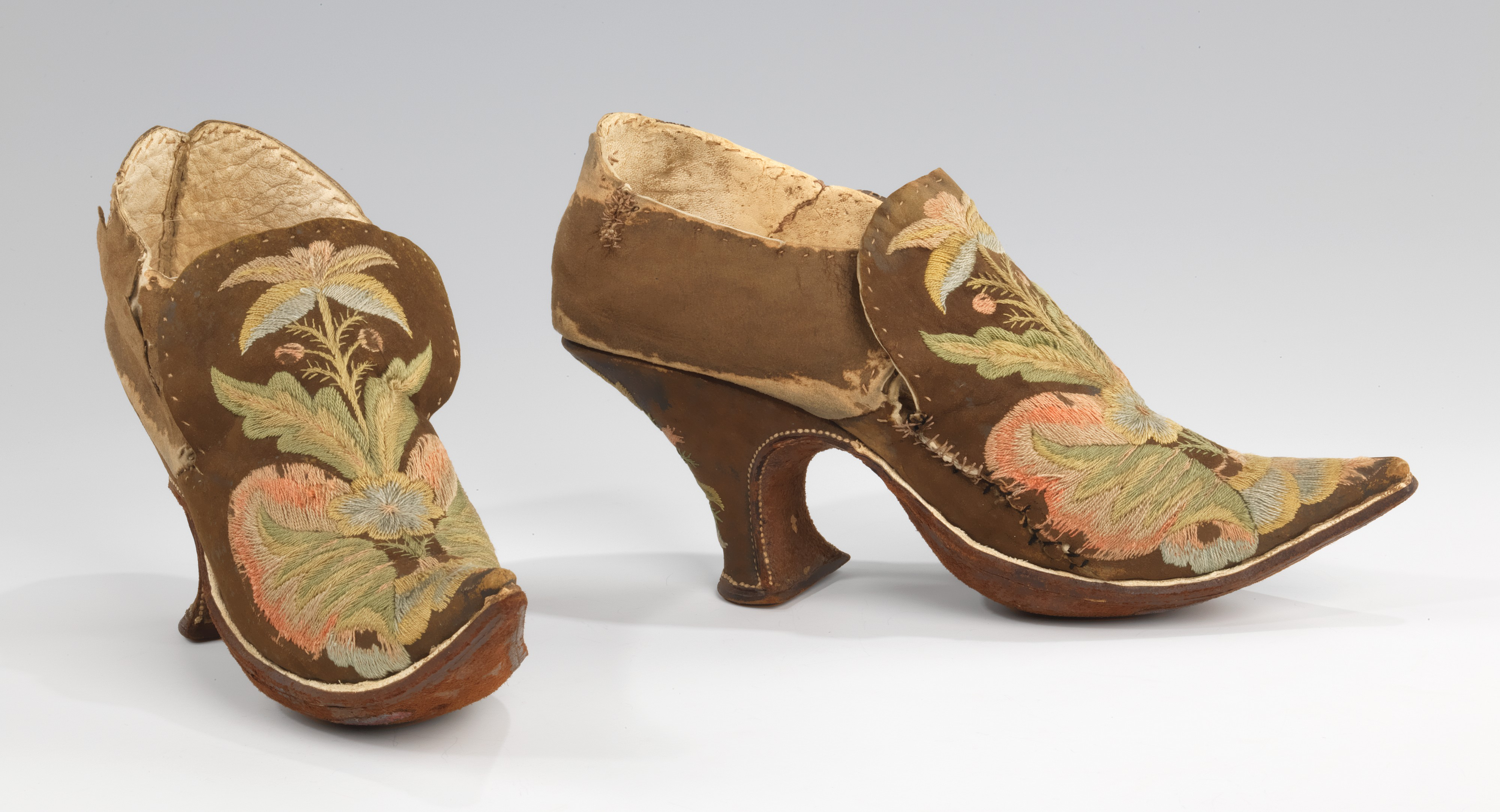
Giày cao gót châu Âu, khoảng 1690

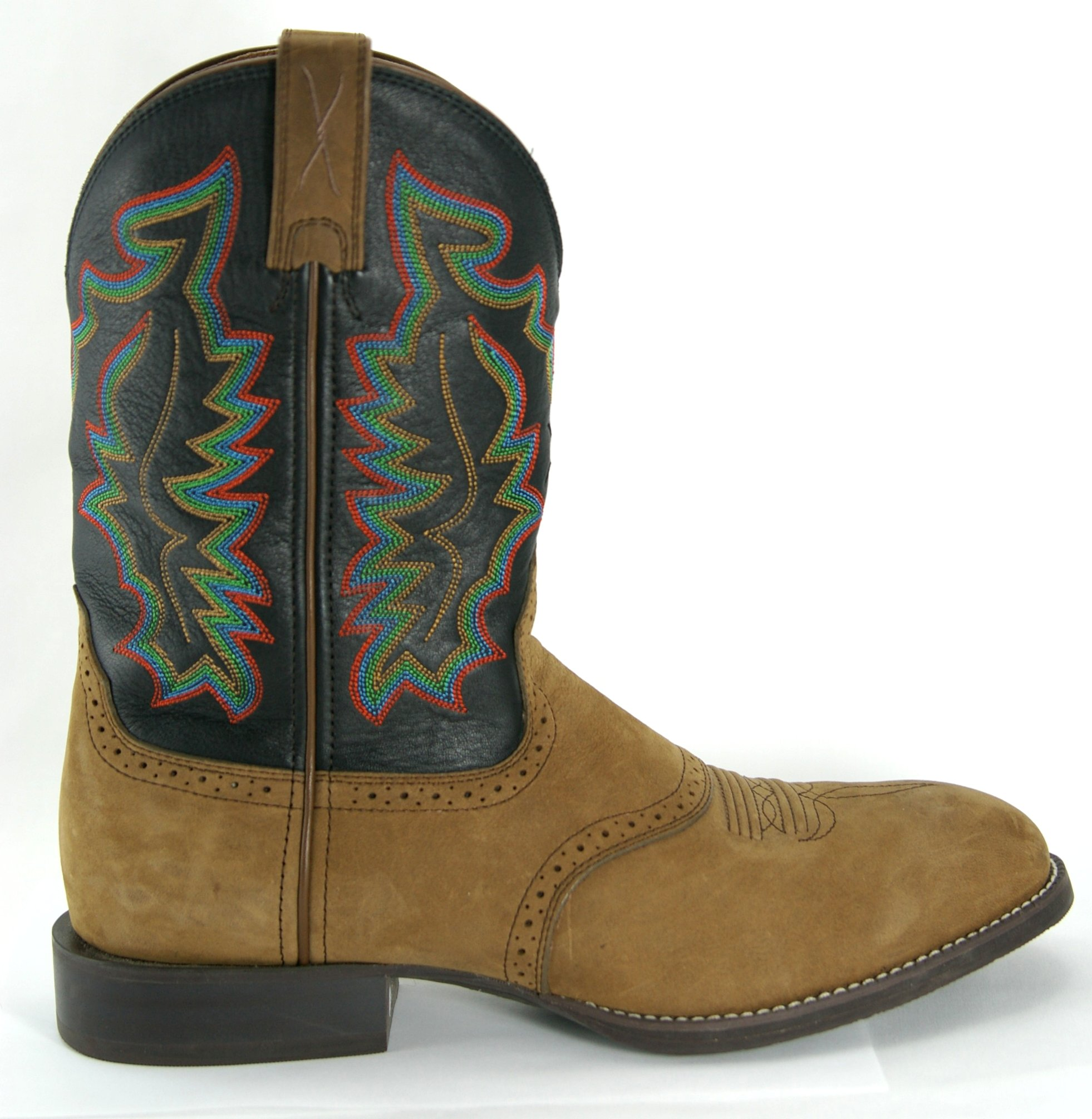
Giày cao bồi thế kỷ 21 - minh họa hình dạng không thay đổi của giày cưỡi ngựa

Giày cao gót có một lịch sử lâu đời, có niên đại từ thế kỷ thứ mười. Kỵ binh Ba Tư, ví dụ, đi một loại giày có gót để đảm bảo chân họ được giữ chắc trong bàn đạp. Hơn nữa, nghiên cứu chỉ ra rằng giày cao gót giúp cho những tay đua bắn tên có thể đứng lên khi ngựa phi nước đại, giữ an toàn khi phi ngựa. Xu hướng này đã được chuyển thành giày cao bồi nổi tiếng thế kỷ 21. Sở hữu ngựa là tốn kém và tốn thời gian, vì vậy để đi giày cao gót ngụ ý người đi giày này là người giàu có đáng kể. Việc sử dụng giày cao gót thực tế và hiệu quả này đã đặt ra tiêu chuẩn cho hầu hết các đôi giày cưỡi ngựa trong suốt lịch sử và thậm chí cho đến ngày nay. Sau đó, vào thế kỷ thứ 12 ở Ấn Độ, giày cao gót lại được sử dụng trở lại. Hình ảnh một bức tượng từ Đền Ramappa đã chứng minh điều này, cho thấy chân của một phụ nữ Ấn Độ trong một chiếc giày giơ cao. Sau đó, trong thời Trung cổ, cả đàn ông và phụ nữ đều mang giày đế bệt để có khả năng tự nhấc mình ra khỏi thùng rác và đường phố đầy phân. Năm 1430, giày chopine có lúc cao 30 inch (76 cm). Luật Venetian sau đó giới hạn chiều cao xuống còn ba inch, nhưng quy định này đã bị đa số bỏ qua. Một đạo luật thế kỷ 17 ở Massachusetts tuyên bố rằng phụ nữ sẽ phải chịu sự đối xử tương tự như phù thủy nếu họ dụ dỗ đàn ông kết hôn thông qua việc sử dụng giày cao gót.

### Những năm 1700

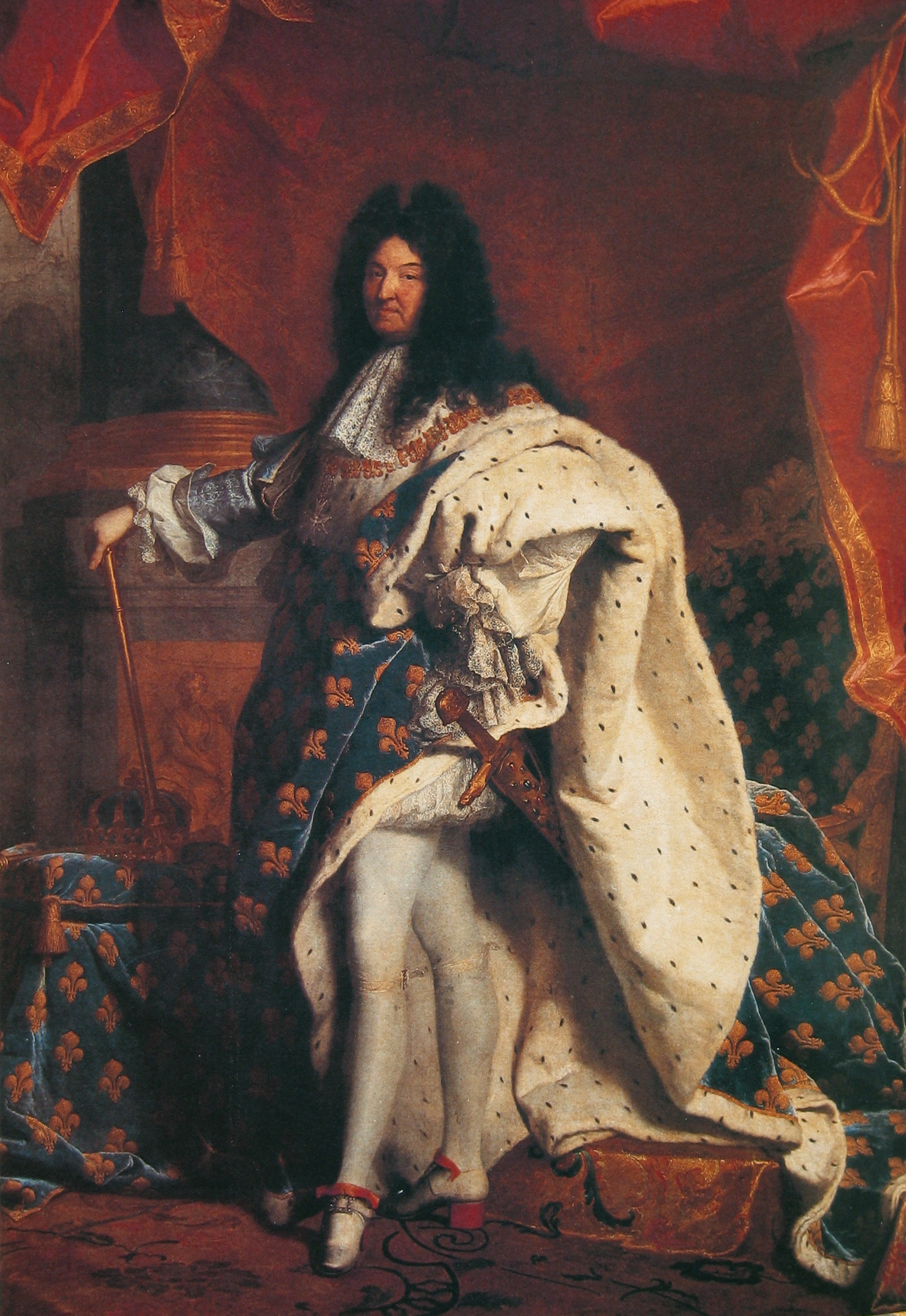
Chân dung vua Louis XIV đi giày cao gót

Giày cao gót hiện đại đã được các sứ giả của Abbas Đại đế đưa đến châu Âu vào đầu thế kỷ 17. Đàn ông sử dụng chúng để ám chỉ địa vị của giới thượng lưu; chỉ những người không phải làm việc mới có thể đủ khả năng, cả về tài chính và thực tế, để mang những đôi giày xa hoa như vậy. Những người trong hoàng gia như vua Louis XIV đi giày cao gót để chứng tỏ địa vị. Khi truyền thống này lan ra, và các thành viên khác trong xã hội bắt đầu đi giày cao gót, các thành viên ưu tú trong xã hội đã làm các đôi giày cao gót của họ được làm cao hơn nữa để phân biệt với tầng lớp thấp hơn. Các nhà chức trách thậm chí đã bắt đầu điều chỉnh độ dài của điểm cao gót theo thứ hạng xã hội. Klaus Carl bao gồm các độ dài này trong cuốn sách Giày của mình: "½ inch cho thường dân, 1 inch cho tư sản, 1 và ½ inch cho hiệp sĩ, 2 inch cho quý tộc, và 2½ inch cho hoàng tử."  Khi phụ nữ đi theo phong cách này, chiều rộng của gót chân thay đổi theo một cách cơ bản khác. Đàn ông đi giày cao gót dày, trong khi phụ nữ mang giày cao gót mỏng. Sau đó, khi những lý tưởng Khai sáng như khoa học, tự nhiên và logic chiếm lĩnh nhiều xã hội châu Âu, đàn ông dần dần ngừng đi giày cao gót. Sau Cách mạng Pháp vào cuối những năm 1780, giày cao gót, nữ tính và hời hợt tất cả trở nên đan xen trộn lẫn vào nhau. Theo cách này, giày cao gót trở nên gắn liền hơn nhiều với cảm giác không thực tế và ngông cuồng của một người phụ nữ.

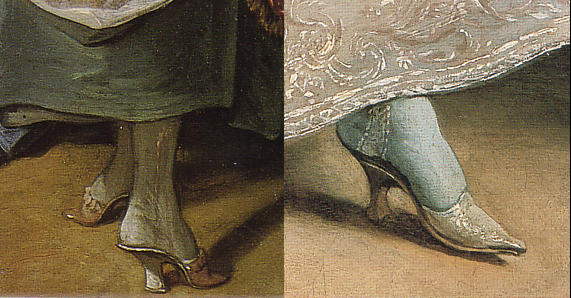
Giày thế kỷ 18 điển hình

Thiết kế của giày cao gót Pháp từ cuối những năm 1600 đến khoảng những năm 1720 đặt trọng lượng cơ thể lên bóng của bàn chân, và được trang trí bằng vải ren hoặc vải bện (ảnh). Từ những năm 1730 - 1740, giày cao gót rộng với ngón chân hếch và khóa buộc đã trở nên phổ biến. Những năm 1750 và 1760 đã giới thiệu một đôi giày cao gót hơn, cao hơn. Những năm 1790 tiếp tục xu hướng này, nhưng thêm vào sự kết hợp màu sắc. Ngoài ra, trong suốt tất cả các thập kỷ này, không có sự khác biệt giữa giày phải và trái. Ở Anh vào năm 1770, một đạo luật đã được đưa vào quốc hội, nơi sẽ áp dụng các hình phạt tương tự như phù thủy đối với việc sử dụng giày cao gót và các thiết bị mỹ phẩm khác.

### Những năm 1800

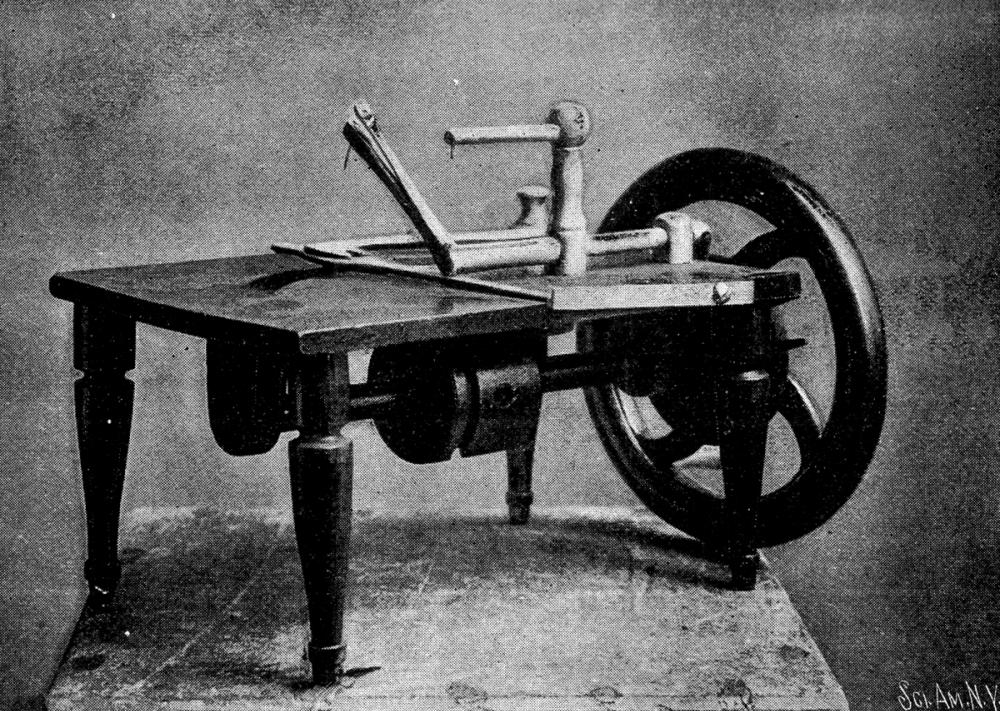
Máy may 1850s

Giày cao gót đã lỗi mốt bắt đầu từ khoảng năm 1810, và sau đó vào năm 1860, chúng trở lại với kích thước khoảng hai inch rưỡi. Giày cao gót Pinet và giày cao gót Cromwell đều được giới thiệu trong thời gian này. Sản xuất chúng cũng được tăng lên với sự phát minh và sản xuất hàng loạt máy may vào khoảng những năm 1850. Với máy may, sản lượng tăng lên khi máy có thể nhanh chóng và rẻ tiền "định vị gót chân, khâu ở trên và gắn vào đế."  Đây cũng là một ví dụ điển hình về mức độ phổ biến của giày cao gót tương tác với văn hóa và công nghệ thời đó.

### Những năm 1900

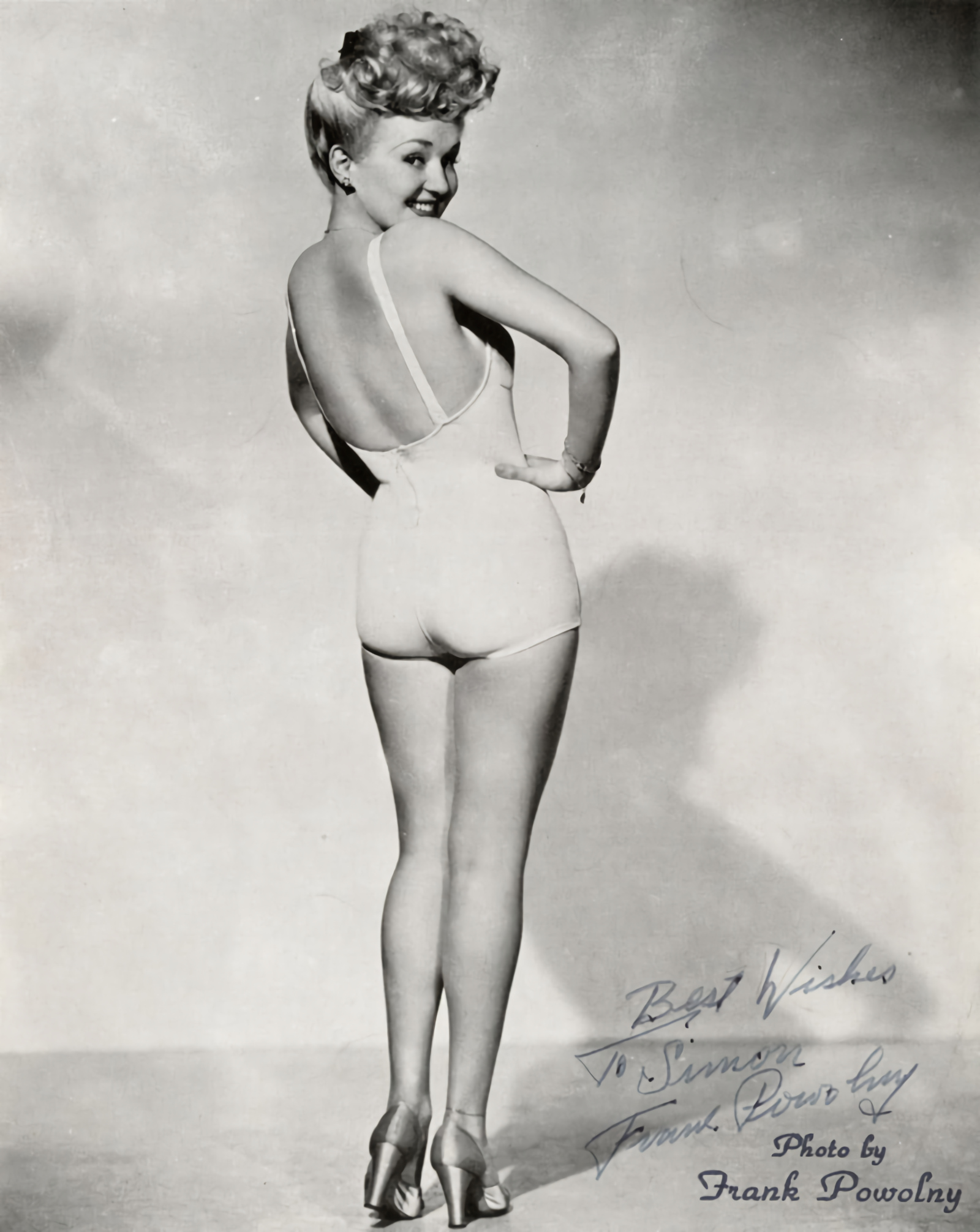
Chiến tranh thế giới thứ hai - poster của cô gái pin-up (Betty Grable) trong giày cao gót

Với những năm 1900 mang lại hai cuộc chiến tranh thế giới tàn khốc, nhiều quốc gia đặt ra các quy định thời chiến, với các ảnh hưởng tới gần như tất cả các khía cạnh của cuộc sống. Điều này bao gồm các vật liệu trước đây được sử dụng để làm giày cao gót, chẳng hạn như lụa, cao su hoặc da; những vật liệu này bắt đầu được thay thế bằng nút chai và đế gỗ. Một trong những kết quả khác của những cuộc chiến này là sự gia tăng trong quan hệ quốc tế và sự chia sẻ thời trang ngày càng phổ biến hơn thông qua nhiếp ảnh và phim ảnh, giúp truyền bá thời trang cao gót. Ví dụ về điều này là các máy bơm màu nâu và trắng với các đường cắt hoặc dây đeo mắt cá chân kết hợp với một ngón chân mở. Cái nhìn thực tế nhưng chuyên nghiệp của họ đã thu hút lối sống mới, nhanh chóng của nhiều phụ nữ.
Ngoài ra, Chiến tranh thế giới thứ hai đã dẫn đến việc phổ biến các áp phích cô gái pin-up, mà đàn ông thường treo trong phòng mình trong chiến tranh. Hầu như tất cả các cô gái này được hình dung đi giày cao gót, dẫn đến sự gia tăng mối quan hệ giữa giày cao gót và tình dục nữ. Giày cao gót đế cao, gầy được phát minh vào năm 1950, củng cố mối quan hệ giữa phụ nữ, tình dục và ngoại hình. Có một sự suy yếu của phong cách stiletto trong cả cuối những năm 1960 / đầu những năm 1970 và cả những năm 1990 khi giày cao gót nổi bật hơn, tiếp theo là sự hồi sinh vào những năm 2000.

### Thế kỷ 21
Lịch sử phức tạp và phức tạp của giày cao gót đã dẫn đến một loạt các suy nghĩ văn hóa và ống kính mà qua đó mọi người xem chúng ngày nay. Thứ nhất, nó mang độc quyền giới tính, vì rất ít đàn ông đi giày cao gót trong thời đại hiện nay. Thứ hai, các tạp chí như Playboy, cũng như các nguồn truyền thông khác miêu tả phụ nữ định hướng tình dục, thường làm như vậy bằng cách sử dụng giày cao gót. Paul Morris, một nhà nghiên cứu tâm lý học tại Đại học Portsmouth, lập luận rằng giày cao gót làm nổi bật "khía cạnh đặc trưng giới tính của dáng đi nữ tính", làm tăng tính nữ tính của phụ nữ một cách giả tạo.
Một cách tôn trọng, việc uốn cong lưng của một người phụ nữ được tạo điều kiện bằng cách đi giày cao gót báo hiệu sự sẵn sàng của một người phụ nữ chờ đợi được một người đàn ông tán tỉnh. Với việc giữ cho tư duy tình dục này trong tâm trí, giày cao gót được coi là thời trang cho phụ nữ trong hầu hết các trường hợp. Nó có thể là trang phục ngày thường với một "áo blouse lụa, ngực khép hờ với một cúc áo bật ra, và giày cao gót."  Hoặc, nó có thể trang trọng với một bộ váy hoặc đồng phục công sở.
Cuối cùng, các giá trị văn hóa của thế kỷ 20 và 21 đã chô thấy rằng giày cao gót là chuẩn mực trong các trang phục chuyên nghiệp cho phụ nữ. Một số nhà nghiên cứu cho rằng giày cao gót thậm chí đã trở thành một phần của đồng phục nữ giới tại công sở, và hoạt động trong một bộ quy tắc hiển thị lớn hơn và phức tạp hơn nhiều. Giày cao gót được coi là một vấn đề nan giải đối với phụ nữ vì chúng mang lại cho họ lợi ích tâm lý nhưng gây bất lợi cho sức khỏe của họ. Thế kỷ 21 đã giới thiệu một phổ rộng và nhiều phong cách khác nhau, từ chiều cao và chiều rộng của gót chân, đến thiết kế và màu sắc của giày.

## Các loại
- Angle – "Bề mặt của gót chân thẳng cho đến khi chạm đến vòng eo, và nó trông giống như hình chữ Hàn ¬"[1]
- Annabelle – gót đế cao 7 cm[8]
- Bar – có đá quý hoặc các vật trang trí khác, gắn liền với văn hóa flapper.[18]
- Chunky – có gót chân dày,[24] thường xuyên được ghép nối với các đế bệt
- Continental – 7.5 mm, với phần trên của ngực gót lan về phía giữa giày.[1]
- Cromwell – dựa trên Oliver Cromwell với gót cao tới (6,5 inch).[18]
- Cuban – tương tự như continental, nhưng không cong, nhìn chung có chiều cao trung bình.[1] Không giống như setback, Cuban dốc ra khỏi mặt sau của giày.
- New Look in 1947 – gót giày thanh mảnh, thanh lịch, mới được tạo ra bằng cách đưa thép vào gót chân. Điều này giúp gót chân thon gọn mà không bị gãy.[18]
- Pantaloon – "Tương tự như quần Pantaloon: phần nâng trên của gót chân xòe ra và kéo dài đến phần dưới của gót chân, vòng eo của gót chân cong vào trong một cách tự nhiên."[1]
- Pinet – thẳng và gầy[18]
- Giày đế bệt - có đế dày hơn dưới bóng bàn chân, nâng tổng chiều cao[25]
- Setback – Tương tự như continental, nhưng bề mặt phía sau gót chân thẳng, tạo thành một góc vuông.[1]
- Stacked – thường là các lớp da dày 5 mm  xếp chồng lên nhau và được cắt tỉa để phù hợp với hình dạng của gót chân.[1] Chúng thường được gọi là gót khối.
- Giày gót nhọn – gót chân cao và gầy, tên được lấy từ một con dao dài mỏng[26]— lần đầu tiên được đề cập trên một tờ báo vào tháng 9 năm 1953.[18]
- Giày đế xuồng – được phổ biến bởi Salvatore Ferragamo, người đã giới thiệu sản phẩm này tại thị trường Ý vào cuối những năm 1930.

### Vật liệu

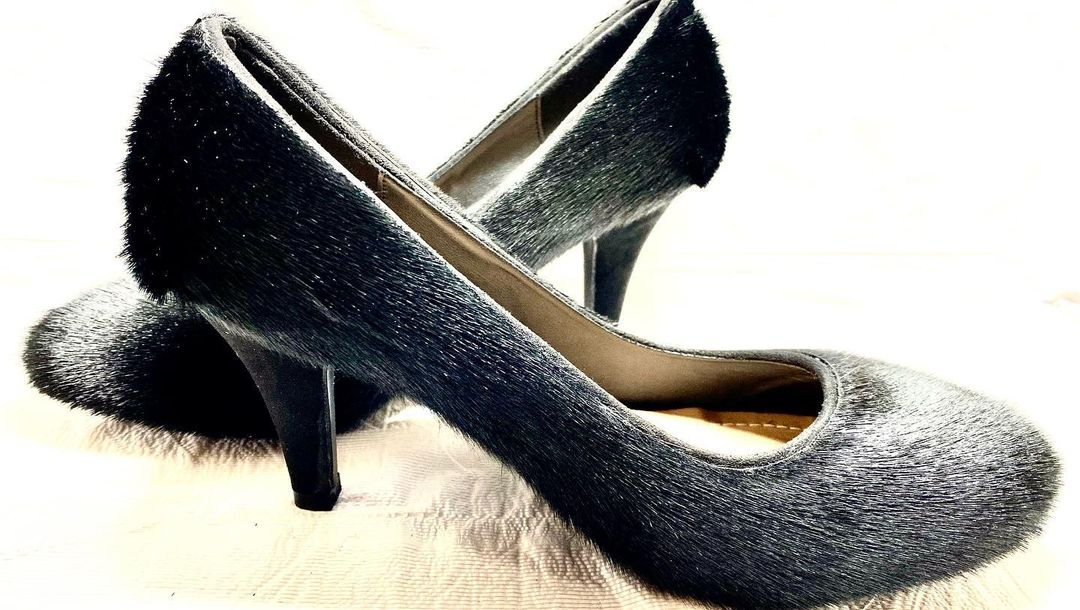
Giày cao gót nữ có lông hải cẩu đàn hạc nhuộm màu đen, của nhà thiết kế Inuk Nicole Camphaug

Giày cao gót đã được làm từ nhiều loại vật liệu khác nhau trong suốt lịch sử. Trong những năm đầu, da và da bò được ưa chuộng hơn.  Sau đó, lụa và da sáng chế được giới thiệu.  Đồng thời, nút chai và gỗ được sử dụng làm tài nguyên rẻ tiền trong thời chiến. Sau Thế chiến, và sự gia tăng sản xuất thép, gót giày thực sự thường là một miếng thép được bọc trong một số vật liệu. Điều này cho phép các nhà thiết kế làm cho gót giày cao hơn và thon gọn hơn mà không bị gãy. Đế dưới bóng của bàn chân giày khiêu vũ cũng có thể được làm bằng các chất liệu như da trơn, da lộn hoặc nhựa.

## Ảnh hưởng sức khỏe

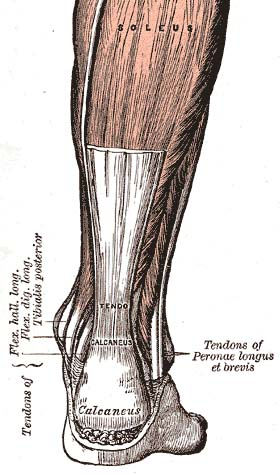
Sơ đồ của gân Achilles

### Chấn thương và đau đớn

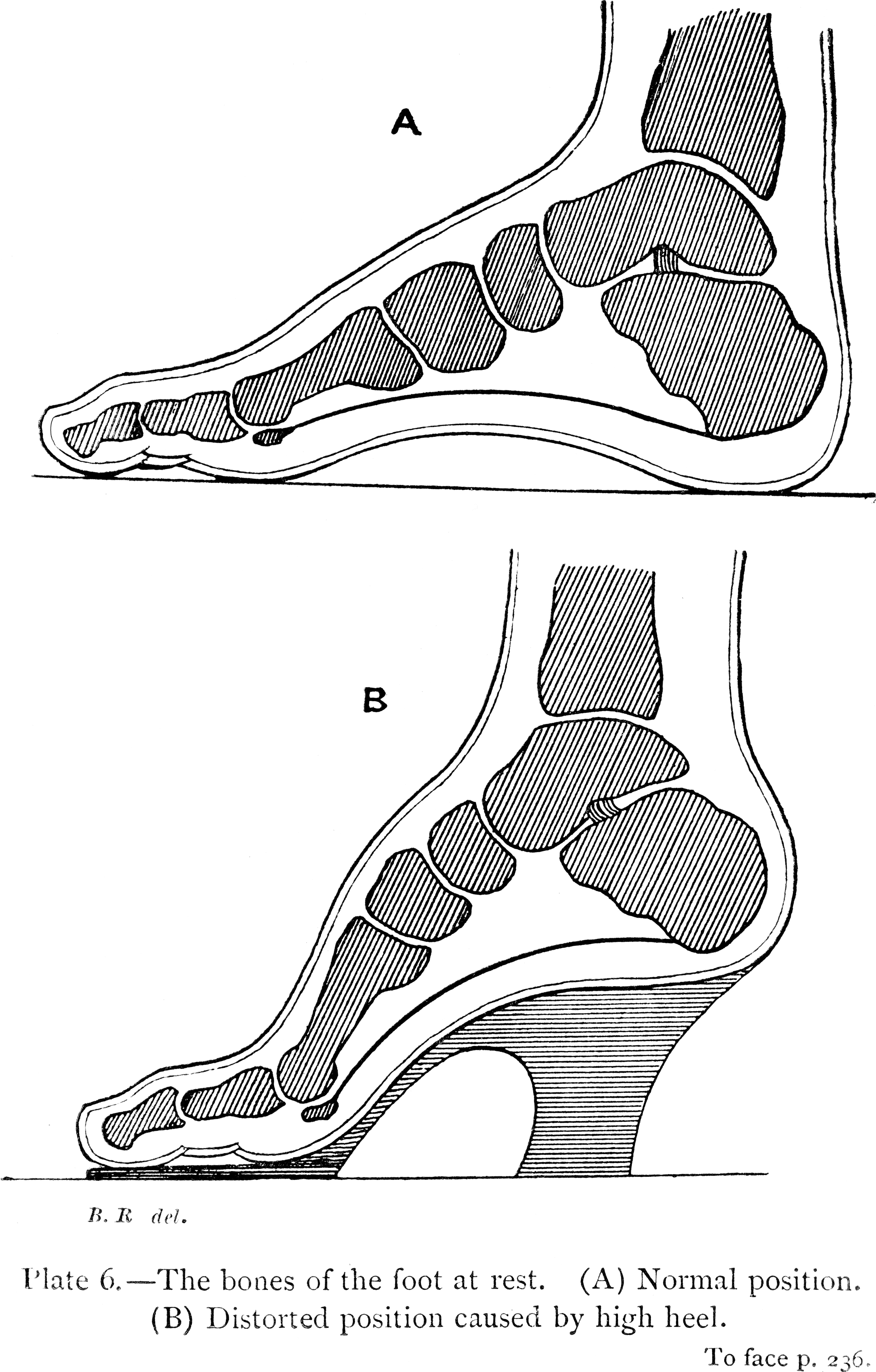
Độ uốn của bàn chân trong giày cao gót

Mang giày cao gót có liên quan mạnh mẽ đến chấn thương, bao gồm cả chấn thương cần được chăm sóc tại bệnh viện. Có bằng chứng cho thấy những người mang giày cao gót thường xuyên ngã hơn, đặc biệt là những đôi giày cao hơn 2,5 cm, ngay cả khi họ không đi giày cao gót vào thời điểm mùa thu. Mang giày cao gót cũng liên quan đến đau cơ xương khớp, đặc biệt là đau ở cơ bắp (cơ chạy dọc sống lưng dọc theo cột sống) và đặc biệt với đau gót chân và vết chai chân (chỉ phụ nữ được xét nghiệm).
Một cuộc khảo sát năm 2001 được thực hiện bởi các nhà nghiên cứu từ Đại học bang Pennsylvania sử dụng 200 phụ nữ cho thấy 58% phụ nữ phàn nàn về đau lưng dưới khi đi giày cao gót và 55% phụ nữ cho biết họ cảm thấy đau lưng tồi tệ nhất khi đi giày gót cao nhất. Các nhà nghiên cứu giải thích rằng khi tăng chiều cao gót chân, cơ thể buộc phải đảm nhận một tư thế không tự nhiên để duy trì trọng tâm của nó. Vị trí thay đổi này đặt nhiều áp lực và căng thẳng lên cột sống thắt lưng dưới, điều này giải thích tại sao phụ nữ phàn nàn về đau lưng nghiêm trọng khi tăng chiều dài giày cao gót.
Trong một nghiên cứu năm 1992, các nhà nghiên cứu từ Đại học California, Đại học Davis và Thomas Jefferson muốn nghiên cứu ảnh hưởng của việc tăng chiều cao gót chân lên áp lực bàn chân bằng cách sử dụng bốn mươi lăm người tham gia nữ đi ngang qua một tấm áp lực ở nhiều độ cao khác nhau. Một phần mềm Biokinetic đã được sử dụng để phân tích các vị trí áp suất chính xác trên và dọc theo chân của mỗi người tham gia. Các nhà nghiên cứu đã có thể kết luận rằng sự gia tăng chiều cao gót chân dẫn đến sự gia tăng áp lực bên dưới mỗi xương Metatarsal của bàn chân. Ngoài ra, họ phát hiện ra rằng chiều cao gót cao nhất gây ra áp lực liên tục không thể phân tán đều trên bàn chân.
Trong một nghiên cứu năm 2012, Kai-Yu Ho, Mark Blanchette và Christopher Powers, muốn xác định xem chiều cao gót chân có làm tăng căng thẳng khớp xương bánh chè trong khi đi bộ hay không. Các khớp patellofemoral đề cập đến ngã ba nơi xương đùi và xương bánh chè gặp nhau. Nghiên cứu bao gồm mười một người tham gia đeo theo dõi và đánh dấu phản chiếu khi họ đi ngang qua lối đi được mạ lực 10 mét trong giày cao gót thấp, trung bình và cao. Nghiên cứu cho thấy rằng khi chiều cao của gót chân tăng lên, bóng của bàn chân trải qua sự gia tăng áp lực dẫn đến mức độ khó chịu tăng lên và căng thẳng khớp xương bánh chè đỉnh điểm. Các nhà nghiên cứu cũng đề cập rằng việc sử dụng giày cao gót trong thời gian dài sẽ dẫn đến tình trạng quá tải lặp đi lặp lại của khớp sẽ dẫn đến sự đau đớn và cuối cùng là viêm xương khớp xương bánh chè và hội chứng đau patellofemoral.
Trong một nghiên cứu năm 2012, các nhà nghiên cứu đã kiểm tra nguy cơ người mang giày cao gót trong thời gian dài có liên quan đến chiều dài và căng cơ bắp chân. Nhóm kiểm soát bao gồm những phụ nữ đi giày cao gót dưới mười giờ mỗi tuần và nhóm thử nghiệm bao gồm những phụ nữ đi giày cao gót tối thiểu bốn mươi giờ mỗi tuần trong ít nhất hai năm. Nhóm thử nghiệm được yêu cầu đi bộ xuống một lối đi chân trần và đi giày cao gót trong khi nhóm kiểm soát đi xuống bằng chân trần khi các máy ảnh ghi lại chuyển động của họ để tính chiều dài cơ bắp. Dữ liệu cho thấy việc mang giày cao gót đã rút ngắn chiều dài của các cơ bắp trung thất (MG) ở bắp chân một cách đáng kể cũng như tăng độ cứng trong gân achilles. Nhóm thử nghiệm cũng đã chứng minh một sự căng thẳng lớn hơn đối với các nang cơ khi đi giày cao gót vì vị trí uốn cong của bàn chân bị ép chặt. Các nhà nghiên cứu đã có thể ước tính rằng khi đi giày cao gót, tỷ lệ bó dây thần kinh bị chèn ép ước tính cao hơn khoảng 3 lần và tỷ lệ biến dạng bó dây thần kinh cao hơn khoảng 6 lần. Ngoài ra, họ có thể kết luận rằng việc sử dụng giày cao gót trong thời gian dài có thể làm tăng nguy cơ chấn thương như căng thẳng cùng với sự khó chịu và mỏi cơ.

### Kiểm soát thăng bằng của cơ thể
Năm 2016, các nhà khoa học Khoa Vật lý trị liệu tại Đại học Sahmyook ở Hàn Quốc đã tiến hành một nghiên cứu để kiểm tra tác động của chiều cao gót giày và tốc độ đi bộ đối với khả năng kiểm soát thăng bằng.
Trong nghiên cứu này, những người tham gia được yêu cầu đeo giày cao gót thấp hoặc cao và đi trên máy chạy bộ với tốc độ thấp và cao. Kết quả của thí nghiệm này, các nhà nghiên cứu cho rằng khi chiều cao gót giày tăng lên, tốc độ lắc lư của cơ thể cũng tăng lên, điều này cũng làm thay đổi vị trí của khớp gối, đòi hỏi các cơ chân phải căn chỉnh lại toàn bộ cơ thể, đặc biệt là hông, theo đường thẳng đứng. Khi trọng lượng cơ thể dồn về phía trước, hông bị lệch khỏi trục và khớp gối phải chịu áp lực để điều chỉnh cho phù hợp với sự thay đổi.

### Tình trạng sưng tĩnh mạch
Một số nghiên cứu chỉ ra rằng một hậu quả có thể xảy ra khi mang giày cao gót là tăng áp lực trong tĩnh mạch. Các thí nghiệm cho thấy rằng gót giày càng cao, thì "áp lực tĩnh mạch trong chân càng cao". Điều này có nghĩa là sau khi sử dụng giày cao gót nhiều lần, nguy cơ xuất hiện giãn tĩnh mạch và các triệu chứng không mong muốn khác ở chân cao hơn nhiều. Các nghiên cứu khác cũng hỗ trợ tuyên bố rằng việc mang giày cao gót có thể dẫn đến nhiều tác động lâu dài, bao gồm chấn thương do tai nạn ở nhiều khu vực của cơ thể.

## Pháp luật
Tại Carmel, California, giày cao gót cao hơn 2 inch với diện tích tiếp xúc nhỏ hơn một inch vuông chỉ được đeo khi có giấy phép.
Một số lãnh đạo công đoàn cho rằng giày cao gót tại nơi làm việc nên được đánh giá về sức khỏe và an toàn.
Năm 2016 tại Vương quốc Anh, nhân viên lễ tân tên Nicola Thorp đã bị đuổi về nhà mà không được trả lương vì cô từ chối tuân theo quy định trang phục của công ty Portico. Thorp đã phát động một bản kiến nghị trực tuyến kêu gọi chính phủ Vương quốc Anh "cấm các công ty yêu cầu phụ nữ phải đi giày cao gót ở nơi làm việc". Vào tháng 1 năm 2017, hai ủy ban nghị viện đã quyết định rằng Portico đã vi phạm pháp luật, nhưng đến thời điểm này, công ty đã thay đổi các điều khoản tuyển dụng của mình. Bản kiến nghị đã bị chính phủ bác bỏ vào tháng 4 năm 2017 vì họ tuyên bố rằng luật hiện hành là "thỏa đáng". Luật hiện hành ở Vương quốc Anh cho phép phụ nữ được yêu cầu đi giày cao gót, nhưng chỉ khi nó được coi là yêu cầu công việc và nam giới trong cùng công việc được yêu cầu ăn mặc "với mức độ lịch sự tương đương".
Vào tháng 4 năm 2017, tỉnh British Columbia của Canada đã sửa đổi luật lao động để ngăn chặn các nhà tuyển dụng yêu cầu phụ nữ phải đi giày cao gót ở nơi làm việc. Các tỉnh khác của Canada cũng đã làm theo.
Vào tháng 9 năm 2017, Philippines đã cấm các công ty yêu cầu nhân viên nữ phải đi giày cao gót ở nơi làm việc.
Chiến dịch #KuToo ở Nhật Bản đã thu thập được gần 20.000 chữ ký trong một bản kiến nghị kêu gọi cấm việc bắt buộc phụ nữ phải đi giày cao gót. Chính phủ cho biết họ không có kế hoạch thay đổi. Bộ trưởng Lao động Nhật Bản đã tuyên bố rằng các công ty và những người khác có thể yêu cầu phụ nữ đi giày cao gót miễn là điều đó cần thiết và phù hợp với công việc, dựa trên các quy tắc được xã hội chấp nhận.

## Chủ nghĩa nữ quyền

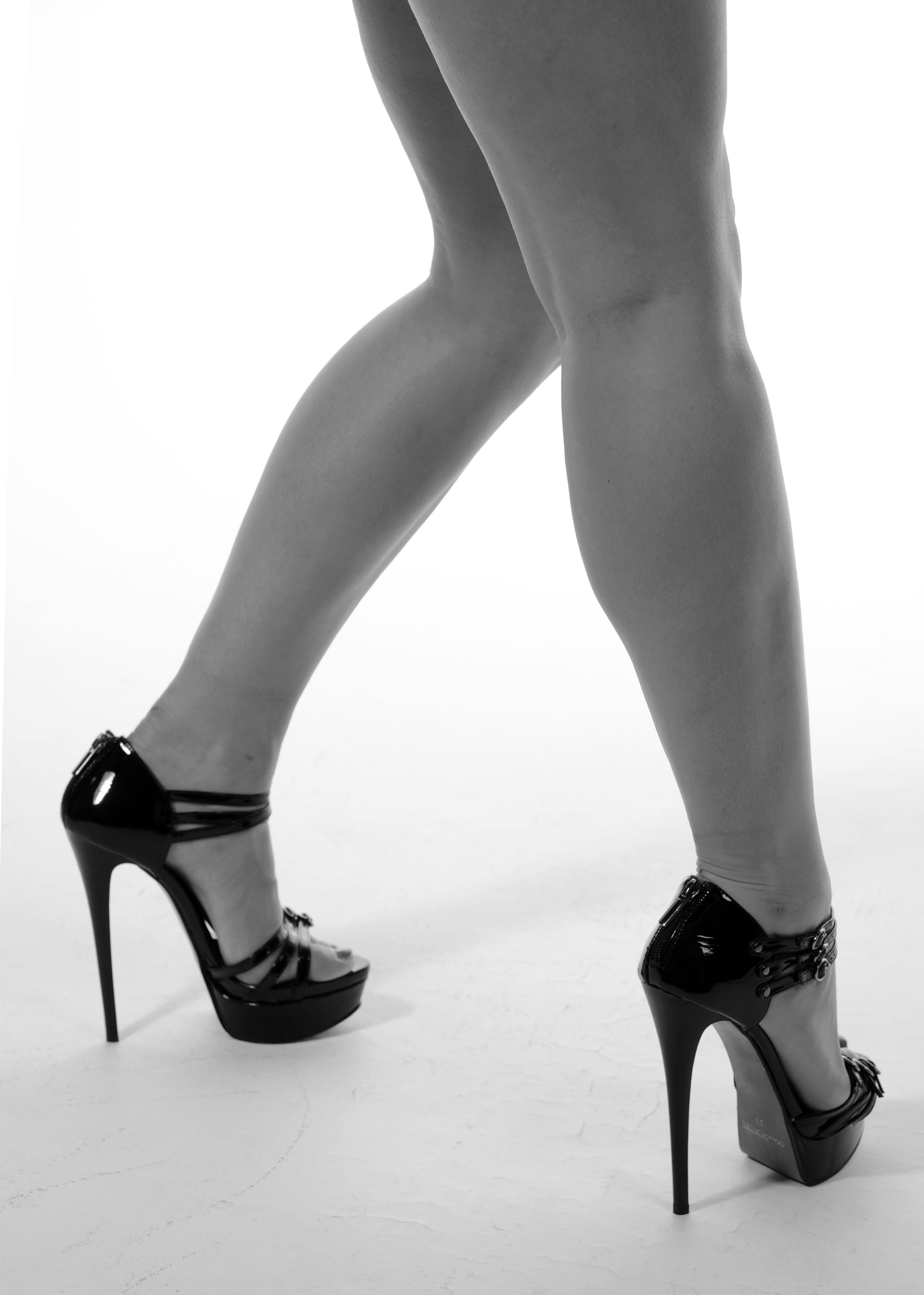
Giày cao gót có thể có tác dụng gợi dục người mang.

Ở phương Tây, giày cao gót thường được coi là biểu tượng của nữ tính và do đó đã trở thành chủ đề phân tích của các tác giả nữ quyền. Một số người lập luận rằng "giày cao gót, có lẽ hơn bất kỳ món đồ quần áo nào khác, được coi là biểu tượng cuối cùng của việc trở thành phụ nữ". Những đôi giày cao gót hiện đại với phần gót mỏng và dài thường có tác dụng làm nổi bật phần lưng cong và phần mông căng của người mang. "Tư thế tán tỉnh tự nhiên" này đôi khi được phân tích như một dạng khách quan hóa nhằm phục vụ cho cái nhìn của nam giới.
Một số học giả theo chủ nghĩa Nữ quyền đã lập luận rằng quan điểm của nam giới về văn hóa đi giày cao gót là có vấn đề: Một tỷ lệ khá lớn nam giới coi kỳ vọng về mặt văn hóa đối với phụ nữ trong môi trường chuyên nghiệp là đi giày cao gót là không có vấn đề gì. Tuy nhiên, việc nam giới đi giày cao gót mỏng và cao đã không còn phổ biến kể từ cuối thế kỷ 17. Vì vậy, vì một số phụ nữ cho biết rằng đi giày cao gót thường gây đau đớn, và thường gây ra tác dụng phụ tiêu cực cho khớp và tĩnh mạch sau khi sử dụng lâu dài, nhiều người cho rằng việc đàn ông ủng hộ một chuẩn mực văn hóa như vậy là vô lý.
Tại cuộc biểu tình vì nữ quyền Mỹ năm 1968, những người biểu tình đã ném một số sản phẩm nữ tính vào "thùng rác tự do" một cách tượng trưng. Chúng bao gồm giày cao gót, nằm trong số những món đồ mà người biểu tình gọi là "dụng cụ tra tấn phụ nữ" và trang bị cho những gì họ cho là được thực thi nữ tính.
Vào năm 2015, một nhóm phụ nữ đã bị từ chối tham dự buổi ra mắt phim tại Liên hoan phim Cannes ở Pháp vì đi giày đế bệt, trong đó có một phụ nữ không thể đi giày cao gót do phải phẫu thuật một bàn chân của mình. Những người phụ nữ phàn nàn rằng chính sách của sự kiện về giày dép của phụ nữ là không công bằng. Ban tổ chức sự kiện sau đó trả lời rằng không có chính sách chính thức nào về giày dép và tuyên bố rằng họ sẽ nhắc nhở các quan chức thảm đỏ về điều này.

### Quy định về trang phục
Rất ít quy định về trang phục yêu cầu phụ nữ phải đi giày cao gót và một số tổ chức y tế đã kêu gọi cấm các quy định về trang phục như vậy. Đã có nhiều cuộc biểu tình của nữ công nhân chống lại những chính sách như vậy.  Luật liên quan đến quy định về trang phục yêu cầu phụ nữ phải đi giày cao gót ở nơi làm việc rất khác nhau.

### A Mile in Her Shoes

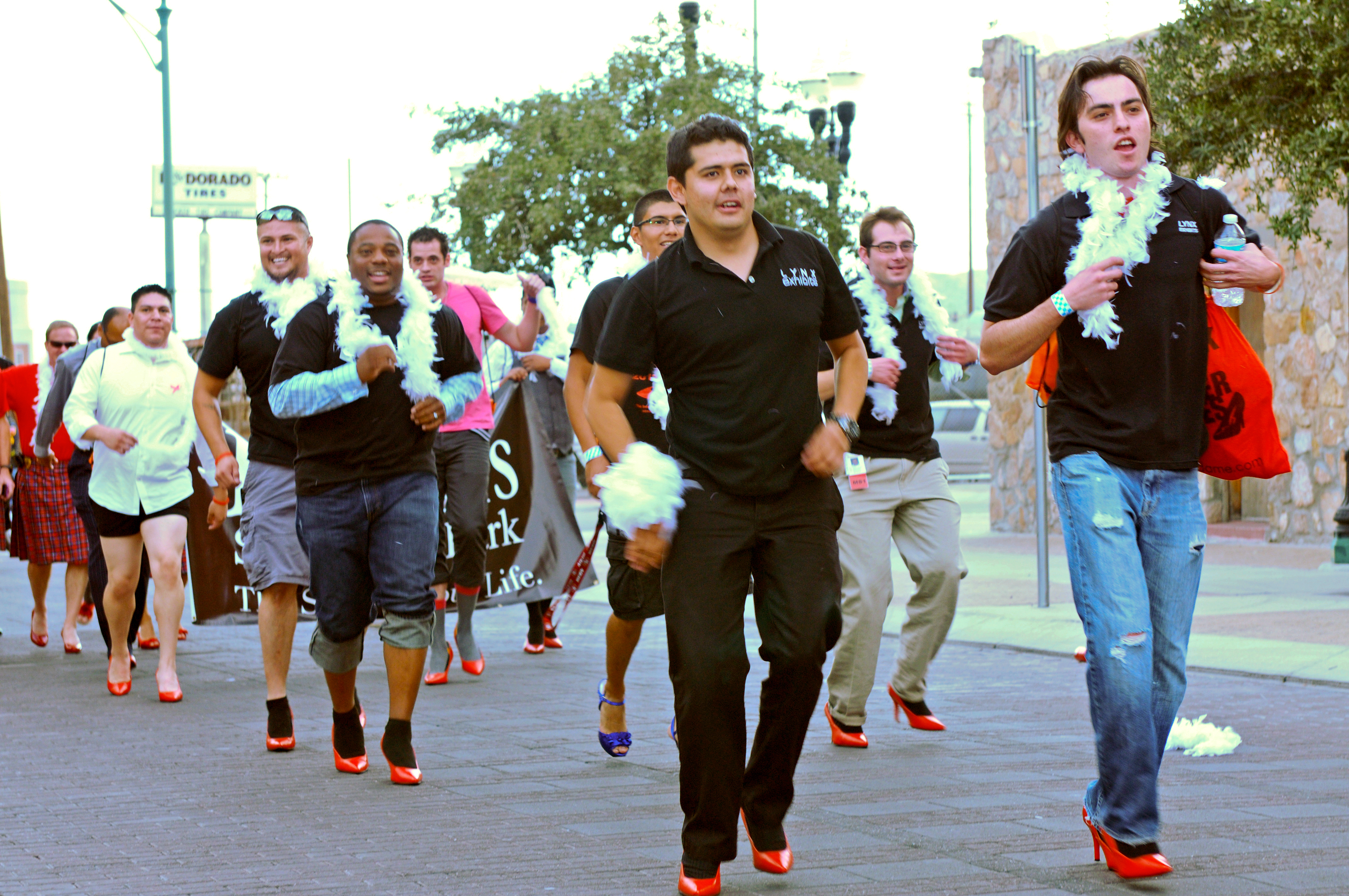
A Mile in Her Shoes: nam giới đi giày cao gót một dặm để ủng hộ nạn nhân bạo hành gia đình.

A Mile in Her Shoes là cuộc tuần hành thường niên trong đó nam giới đi giày cao gót màu đỏ và đi bộ một dặm để phản đối nạn bạo hành gia đình. Một số học giả  đã gợi ý rằng bằng cách đi giày cao gót trong một thời gian ngắn và tỏ ra như thể họ không biết cách đi bộ đúng cách, những người đàn ông này đã củng cố định kiến rằng chỉ phụ nữ mới có thể hoặc nên đi giày cao gót.

## Dành cho trẻ em

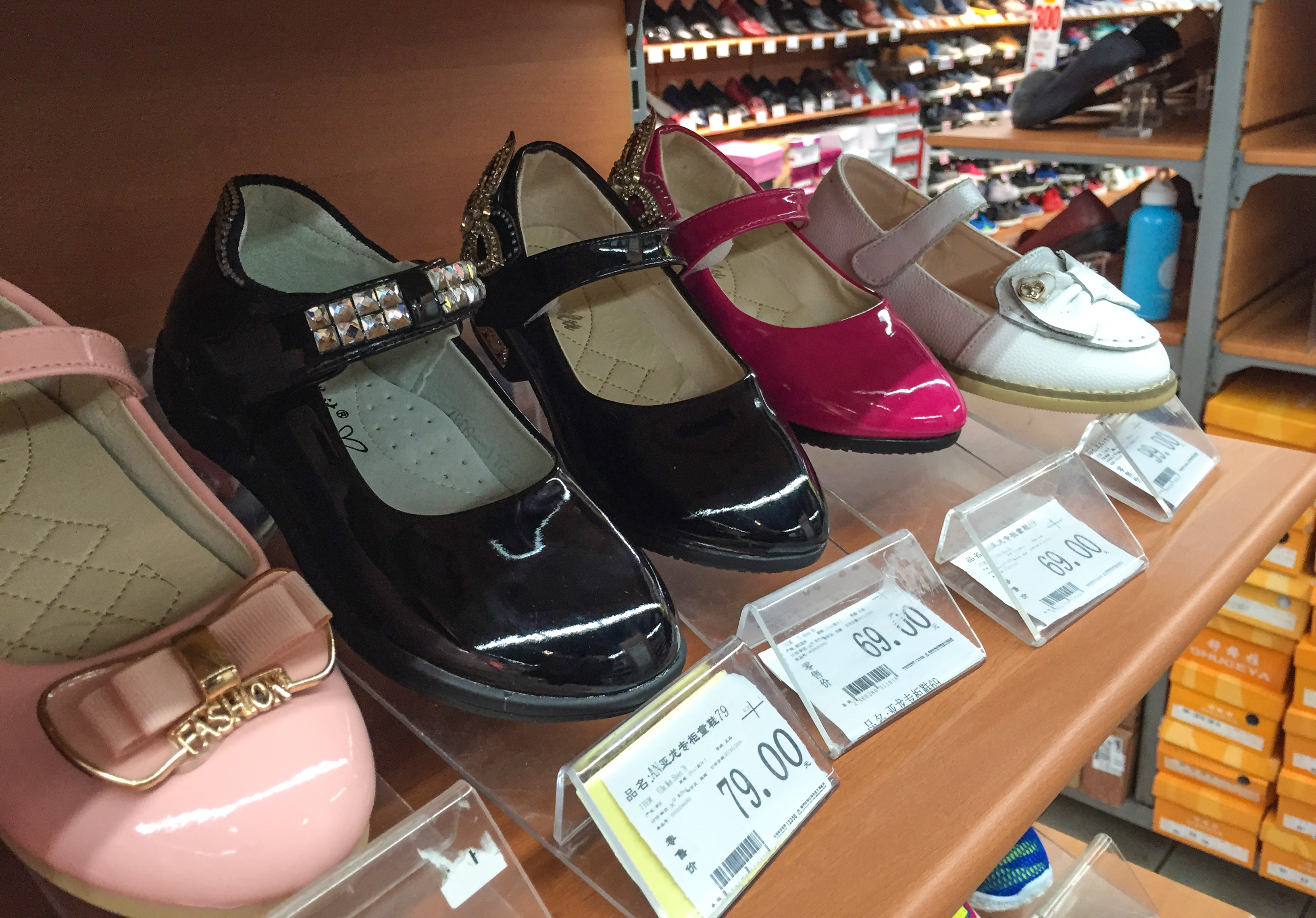
Một gian hàng giày cao gót Mary Janes trẻ em ở Phúc Châu, Phúc Kiến, Trung Quốc

Giày cao gót được bán trên thị trường cho trẻ em và một số trường học khuyến khích trẻ em mang chúng. 18% chấn thương do mang giày cao gót là ở trẻ em và 4% ở trẻ dưới 10 tuổi, trong một khảo sát ở Hoa Kỳ từ năm 2002 đến năm 2012. Một bài đánh giá y tế năm 2016 về giày cao gót đã bày tỏ lo ngại về việc trẻ em sử dụng giày cao gót. Một đứa trẻ chín tuổi cao khoảng một nửa chiều cao của người lớn và một đứa trẻ mới biết đi cao khoảng một phần tư; do đó, so với chiều cao cơ thể, một chiếc gót cao 2 inch (5 cm) ở người lớn sẽ là một chiếc gót cao 1 inch ở trẻ chín tuổi và một chiếc gót cao nửa inch ở trẻ mới biết đi, mặc dù liệu điều này có dẫn đến tác hại tương đương về sức khỏe hay không thì chưa được biết.

## Trong vũ đạo

### Các kiểu nhảy sử dụng giày cao gót

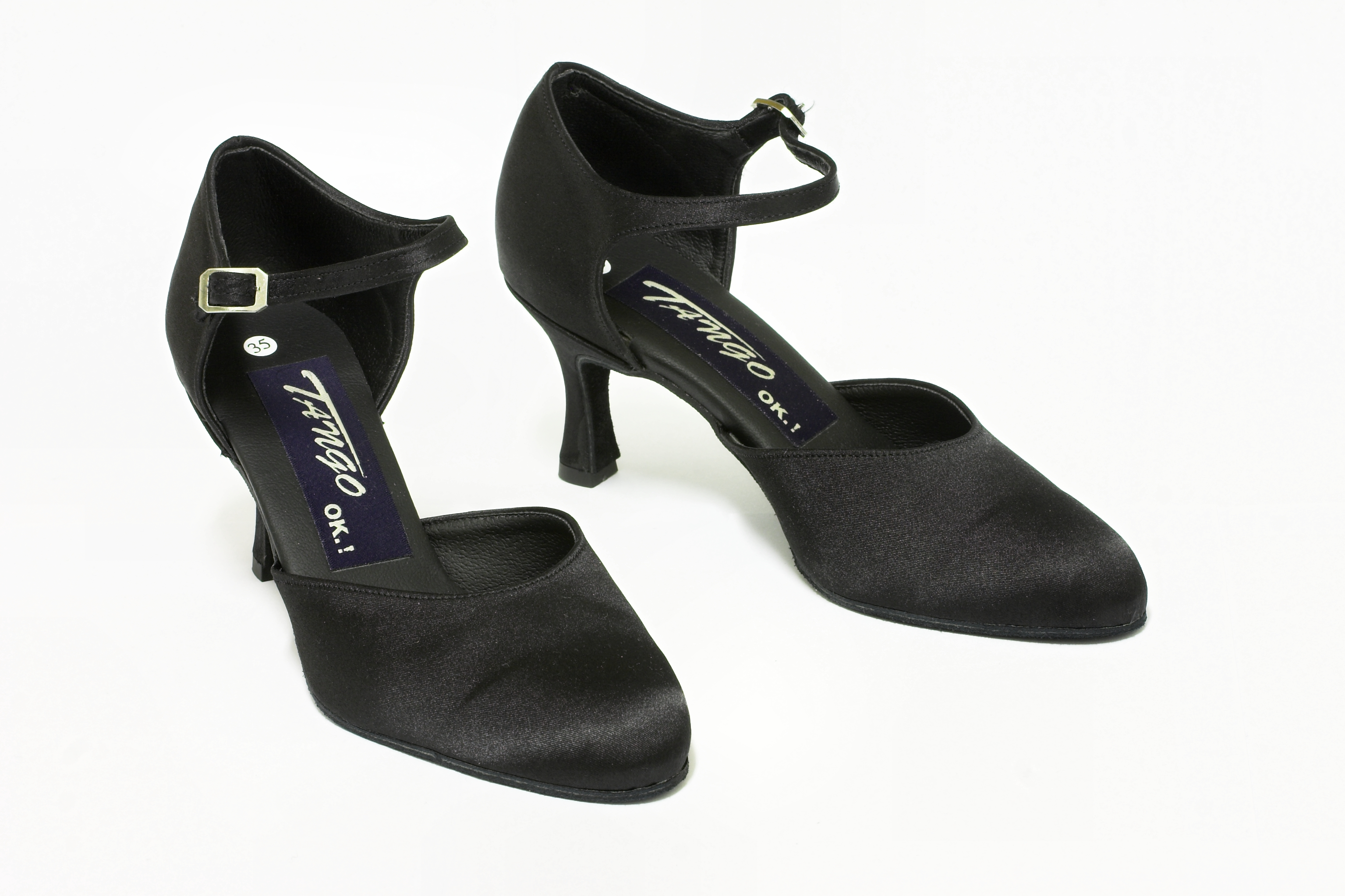
Giày tango khiêu vũ tiêu chuẩn.

Nhiều phong cách vũ đạo được thực hiện trên giày cao gót. Giày khiêu vũ dành riêng cho phong cách vũ đạo đang được biểu diễn. Giày khiêu vũ tiêu chuẩn quốc tế dành cho nữ là loại giày kín mũi có gót chắc chắn từ 2 đến 2,5 inch vì các bước được thực hiện bằng gót chân. Giày International Latin và American Rhythm là loại giày cao gót hở mũi, có dây buộc, có chiều cao trung bình từ 2,5 đến 3 inch. Những đôi giày này có phần gót kém chắc chắn nhất vì phong cách International Latin và American Rhythm được thực hiện trên phần mũi chân. Kiểu giày này được thiết kế với đế linh hoạt cho phép bàn chân nhọn.  Cuối cùng, giày American Smooth là loại giày kín mũi, đế mềm, có chiều cao gót từ 2 đến 2,5 inch.
Một điệu nhảy vũ đạo phi truyền thống sử dụng giày cao gót là tango Argentina. Khi nhảy điệu tango Argentina, phụ nữ thường đi giày cao gót mũi nhọn có chiều cao từ 2 đến 4 inch. Những vũ công trình độ cao hơn thường chọn giày cao gót nhiều hơn. Gót chân có thể tác động đáng kể đến tư thế của vũ công bằng cách nghiêng xương chậu và làm cho mông nổi bật hơn, ép bụng vào và đẩy ngực ra ngoài. Chúng cũng có thể gây mất ổn định khi buộc phụ nữ phải nhảy trên ngón chân và dựa vào bạn diễn, điều này làm tăng thêm tính trôi chảy của các động tác.
Một phong cách vũ đạo hiện đại được gọi là vũ đạo gót chân hoặc nhảy giày cao gót chuyên về vũ đạo kết hợp các phong cách jazz, hip-hop và burlesque với sự kết hợp của các động tác thịnh hành và được biểu diễn bằng giày cao gót. Những vũ công như Yanis Marshall chuyên nhảy với giày cao gót.

### Chấn thương
Một số chấn thương liên quan đến vũ đạo là do sử dụng giày cao gót. Đặc biệt, những đôi giày có không gian hẹp cho các ngón chân có thể bị ép chặt đến mức gây biến dạng bàn chân. Các vũ công có thể thêm đệm vào đế giày khiêu vũ hoặc miếng lót để giảm đau khi nhảy.